# Diplonevra nigricauda
Diplonevra nigricauda är en tvåvingeart som beskrevs av Borgmeier 1969. Diplonevra nigricauda ingår i släktet Diplonevra och familjen puckelflugor.
Artens utbredningsområde är Florida. Inga underarter finns listade i Catalogue of Life.